# Nokian Panimo

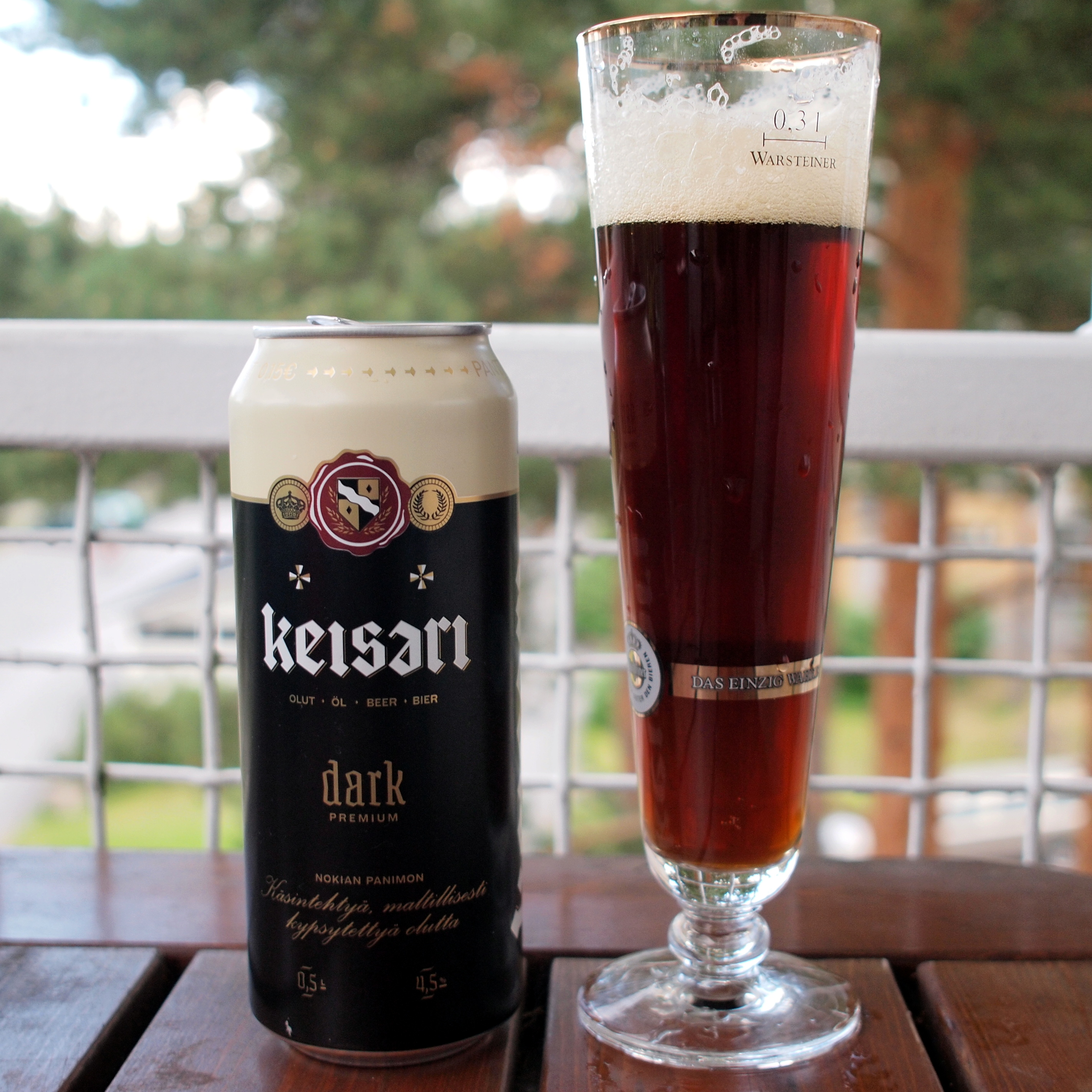
Nokian Keisari Dark

Nokian Panimo, tidigare Pirkanmaan uusi panimo ("Birkalands nya bryggeri"), är ett bryggeri i Nokia i Birkaland i Finland.
Bryggeriet startade sin verksamhet år 1994. Man framställer öl, cider, long drinks och läskedrycker. Dess årliga produktion uppgår till 30 000 hl.

## Öl
- Keisari 66 American Pale Ale
- Keisari Luomu Tumma Lager
- Året Runt
- Keisari Kellari
- Keisari Luomu
- Elowehnä III
- Keisari Münchener
- Keisari Dark
- Keisari Lager[1]

## Cider
- Linda cider